# Cercotrichas galactotes

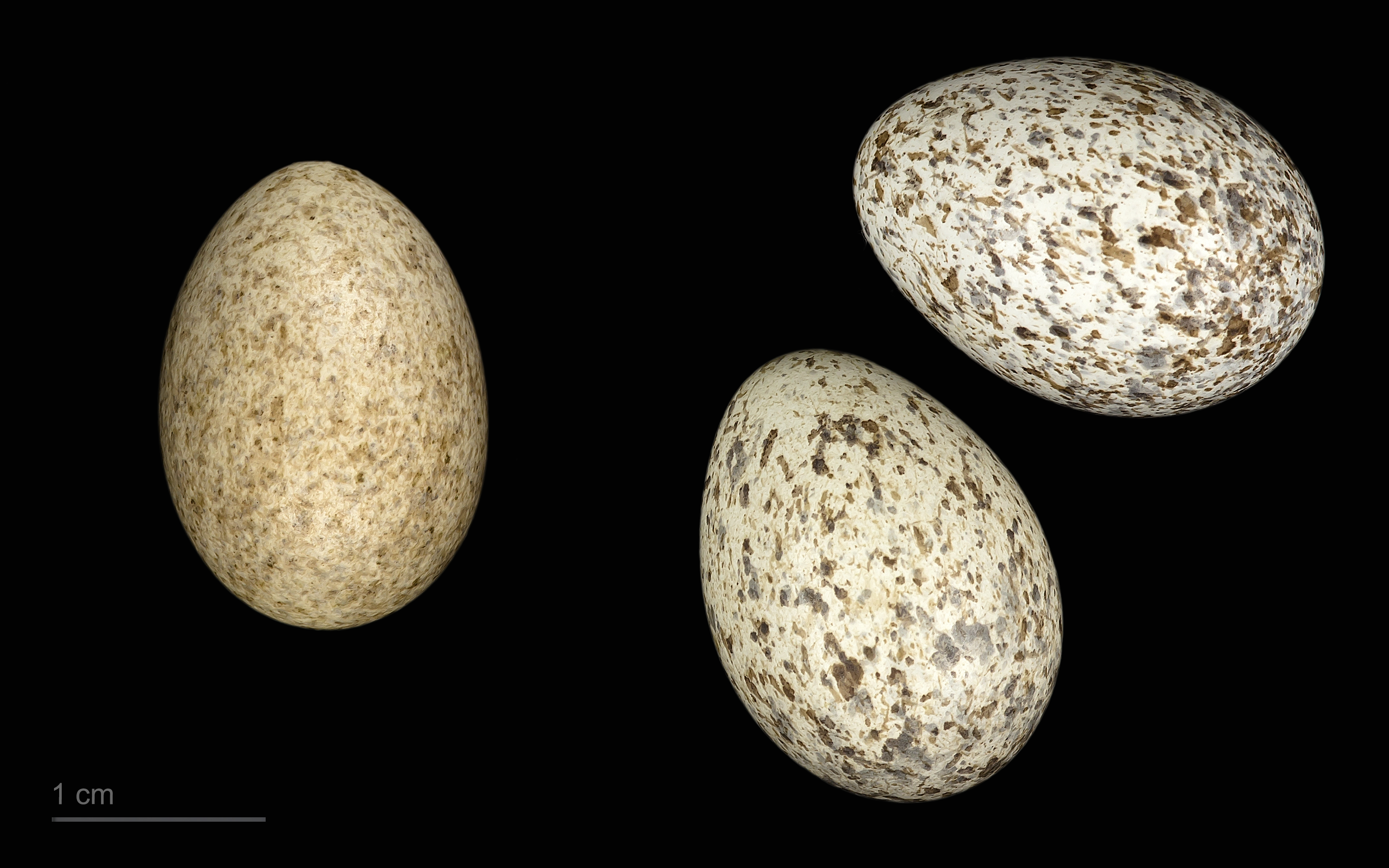
Cuculus canorus canorus en un nido de Cercotrichas galactotes - MHNT

El alzacola rojizo (Cercotrichas galactotes) es una especie de ave paseriforme de la familia Muscicapidae que habita en el norte de África y el suroeste de Eurasia.

## Distribución
Se extiende desde el norte de África (incluyendo hasta el Sahel), por oriente medio hasta el extremo noroccidental de la India. En Europa el alzacola colirrojo se encuentra en el sur de la península ibérica, la península balcánica y las islas del mar Egeo.